# 莎利譚寶 (無酒精調酒)

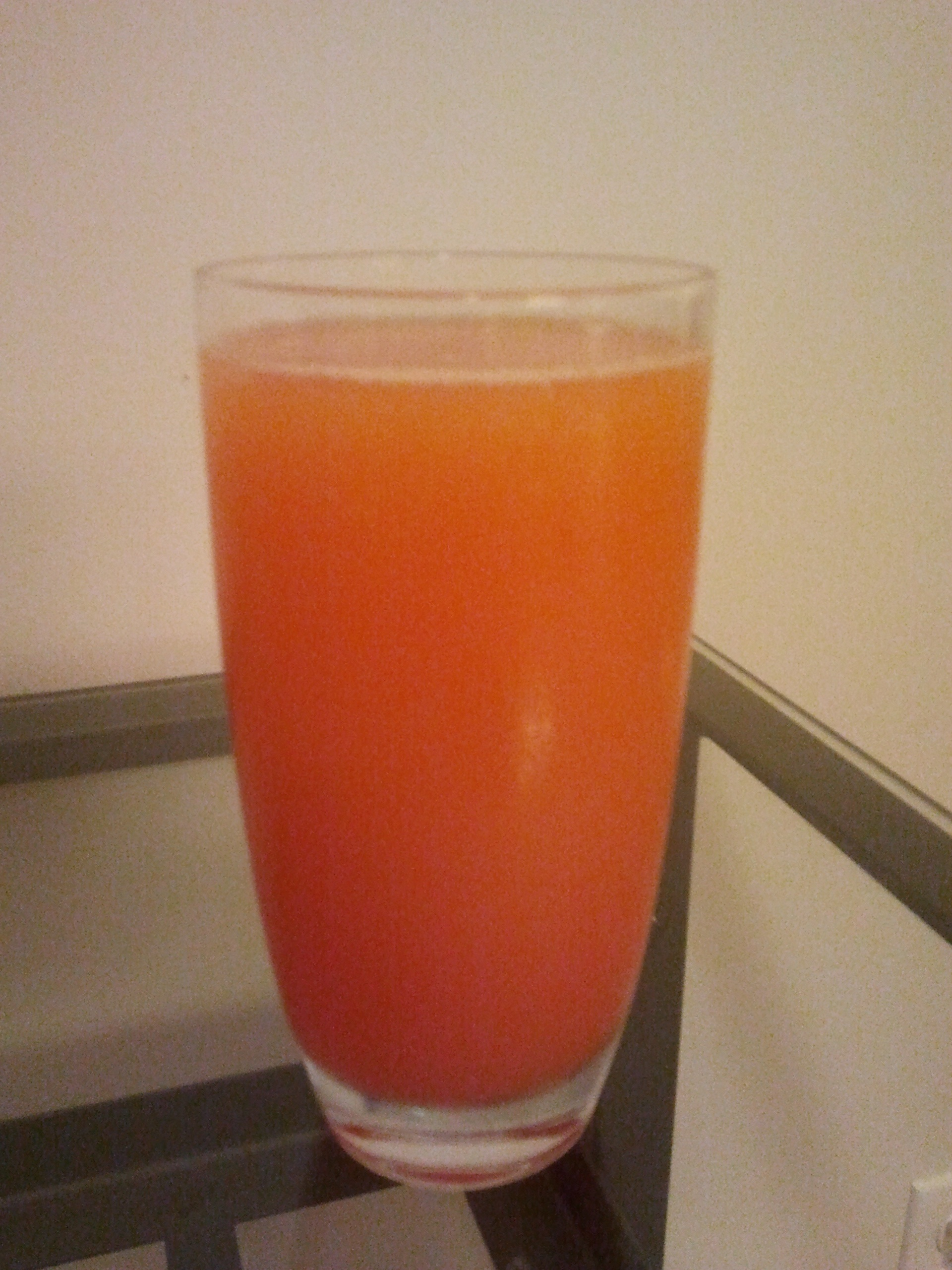
秀兰邓波儿

秀兰邓波儿（又名石榴檸檬水）是一款無酒精調酒，以美國童星秀兰·邓波儿（Shirley Temple）命名。而它的主要成份為石榴糖漿，其他成份一般包括百事檸檬味Sierra Mist、雪碧、七喜或碳酸水，以及一顆馬拉斯奇諾櫻桃和一片橙子。橙汁有時候會加入在此飲科中，在加拿大加橙汁的特別受欢迎。此飲料一般供應給與成人同桌的小朋友，讓他們感受喝雞尾酒的經驗，所以此飲料又名「小朋友的雞尾酒」。此飲料與其他無酒精的雞尾酒相似，例如羅伊羅傑斯。
位於檀香山威基基海灘的夏威夷皇家酒店聲稱於三十年代研發秀兰邓波儿，有此說法是由於此飲料名稱來源的演員秀兰·邓波儿不時到訪該酒店。